# Tlacoapa
Tlacoapa è un comune del Messico, situato nello stato di Guerrero.